# Beldgabred
Beldgabred è stato, secondo la Historia Regum Britanniae di Goffredo di Monmouth, un leggendario re della Britannia. Salì sul trono dopo Sisillio III e a lui successe il fratello Archmail. Sarebbe stato versato nella musica, tanto da superare ogni altro artista con qualunque tipo di strumento. Da molti fu acclamato come il dio dei menestrelli.